# 망누스 2세 (노르웨이)
망누스 2세(노르웨이어: Magnus II, 1048년경 ~ 1069년 4월 28일) 또는 망누스 하랄손(노르웨이어: Magnus Haraldsson, 고대 노르드어: Magnús Haraldsson)은 노르웨이의 국왕(재위: 1066년 ~ 1069년 4월 28일)이다. 하르드라디 가 출신이다.

## 생애
하랄 3세 국왕과 그의 아내인 토라 토르베르스다테르(Tora Torbergsdatter)의 아들로 태어났다. 1058년 하랄 3세가 아일랜드해 원정을 떠났을 때에는 이름뿐인 지도자로 남아 있었다. 1062년에는 하랄 3세와 함께 덴마크 원정에 나섰다.
1066년 하랄 3세 국왕이 잉글랜드를 침공하는 과정에서 사망하면서 노르웨이의 국왕으로 즉위했으며 1067년에는 올라프 3세와 함께 노르웨이의 공동 군주가 되었다. 1069년 망누스 2세가 사망하면서 올라프 3세는 노르웨이의 유일한 국왕이 되었다.
| 전임 하랄 3세 | 노르웨이의 국왕 1066년 ~ 1069년 4월 28일 | 후임 올라프 3세 |